# Coxa vara
Coxa vara je deformita kyčle, při níž se úhel mezi hlavicí a stehenní kostí, tzv. kolodiafyzární úhel, zmenší na méně než 120 stupňů. Následkem toho se noha zkracuje a postižený kulhá. Často je tento stav způsoben zraněním, například zlomeninou. Může se objevit i v případě, že kostní tkáň je v zadní části stehenní kosti měkčí než obvykle a může se deformovat pod vahou těla. Tento stav může být vrozený, což se označuje jako Mau-Nilsonnův syndrom, nebo může jít o výsledek poruchy. Nejčastější příčinou coxa vara je vrozená nebo vývojová porucha. Mezi další časté příčiny patří metabolická kostní onemocnění (např. Pagetova nemoc), deformity po Perthesově nemoci, osteomyelitida a stavy po úrazech (nesprávné zahojení zlomeniny mezi velkým a malým trochanterem). Deformita Shepherdse Crooka je vážnou formou coxa vara, kdy je proximální konec (bližší k tělu) stehenní kosti těžce deformován a úhel hlavice je menší než 90 stupňů. Většinou jde o následek osteogenesis imperfecta, Pagetovy nemoci, osteomyelitidy, nádoru nebo stavu podobného nádoru (např. fibrózní dysplazie).

## Příznaky
Při vrozené nebo vývojové příčině je stav bezpříznakový. V případě jednostranného postižení (např. po úrazu) může být noha zkrácena, což se projevuje poklesem postižené strany při došlápnutí (na rozdíl od kolébání u Trendelenburgovy chůze). V závažných případech může být výrazně omezen rozsah odtažení (abdukce) dolní končetiny, což způsobuje kolébavou chůzi. Biomechanika stehna je pak změněna, protože rameno páky je prodlouženo a působí větší smykové síly na zadní stranu stehenní kosti. Tím vzniká náchylnost na únavové zlomeniny a stav může vést dále k progresi deformity.

## Diagnóza
Diagnóza je hlavně radiologická. Mezi klinické znaky patří zvětšená vzdálenost mezi trochantery (chocholíky) stehenní kosti. Pacient může kulhat s poklesem na zkrácenou nohu, ve vážných případech chodit stylem Trendelenburgovy chůze (omezená abdukce). Trendelenburgův příznak může být pozitivní.

## Léčba
Léčba závisí na příčině stavu. Většina případů nevyžaduje žádnou léčbu. Je-li léčba potřebná, spočívá obvykle v osteotomii (přetětí kosti) klínovitou destičkou nebo dynamickým stehenním šroubem (DHS).